# Crepidacantha solea
Crepidacantha solea is een mosdiertjessoort uit de familie van de Crepidacanthidae. De wetenschappelijke naam van de soort is voor het eerst geldig gepubliceerd in 1929 door Canu & Bassler.